# Ацтекска митология
Ацтекска митология се нарича комплексът от митологични представи и вярвания на ацтеките, населявали територията на днешно Мексико.

## Основни мотиви в ацтекската митология
Ацтеките се появяват в Мексико от север в края на 12 в. – началото на 13 в. и усвояват митологичните представи на своите предшественици толтеките, както и заимстват от тези на сапотеките, маите, мищеките и тараско, а също така и от тези на покорените от тях по-малки племена.
Основни мотиви в митологията на ацтеките са непрекъснатата борба между доброто и злото, зависимостта на хората от волята на божествата, цикличността на вселенското развитие. Вярват, че на всеки 52 години вселената е застрашена от унищожение и затова краят на такъв цикъл и започването на новия са ознаменувани с много тържествени и изключително важни за тях обреди. Основно вярване е и това, че боговете изпитват постоянна нужда да се хранят с човешка кръв, иначе биха загинали, което ще причини световна катастрофа. Затова при ацтеките е силно застъпена практиката на човешките жертвоприношения.
Характерно за ацтекската митология е и нееднозначността и съчетаването на единичност и множественост на божествата. Така например Кетцалкоатъл е и белият Тескатлипока, Шипе Тотек е червен Тескатлипока (възможно е това да е заемка от митологията на толтеките), Тлалок е единствен бог на дъжда и бурята, но и много тлалоци живеят в планините.

## Етапи в развитието на света според митологията на ацтеките
Според ацтеките светът (вселената) е създаден от боговете Тескатлипока и Кетцалкоатъл. В развитието си е преминал през четири етапа, като днешния е петият.
Първият етап е ерата, наречена „Четирите ягуара“. При нея върховен бог (Слънцето) е Тескатлипока, а земята е населявана от племето на великаните, които са избити от ягуарите.
Втората ера се нарича „Четирите ветрове“ и Слънце (върховен бог) е Кетцалкоатъл. Ерата завършва с ураганни ветрове, а хората се превръщат в маймуни.
Третата ера, „Четирите дъждове“, е ерата на Тлалок, който е върховен бог и завършва с потоп.
През четвъртата ера, известна като „Четирите води“, Слънце става богинята на водите Чалчиутликуе. Ерата приключва също с потоп, а хората се превръщат в риби.
Петата, съвременната ера, е ерата на „Четирите земетресения“. Върховен бог е Тонатиу и според митовете тя трябва да завърши с ужасяващи природни катаклизми.

## Устройство на света
Подобно на много други митологични системи, ацтекската митология разглежда света в хоризонтален и вертикален план. Според ацтеките хоризонтално светът е разделен на четири части и център. Над центъра властва богът на огъня Шиутекутли. Четирите части са ориентирани по посоките на света. Изток е страната на изобилието и благоденствието и над него господстват Тлалок и Мишкоатл; Запад също се смята за добро място, тъй като се вярва, че там е домът на бог Тлауискалпантекутли (планетата Венера) – едно от превъплъщенията на Кетцалкоатъл. Юг е приеман като област на злото, негови владетели са Шипе Тотек и Макуилшочитл, а Север е владение на бога на смъртта Миктлантекутли.
Във вертикален план според ацтеките светът се дели на 13 небеса, всяко подвластно на отделен бог и девет подземни ада (подобна представа съществува и в митологията на маите).
За обслужването на култовете към божествата си, ацтеките създават добре развита жреческа институция и ритуално-празнична система. На боговете са строени импозантни храмове, в които са поставяни техни статуи; в тяхна чест се създават химни и славословия.

## Пантеон
- Айаутеотл, Аяутеотл (на науатъл: Ayauhtéotl) – богиня на нощните и сутрешните скреж и мъгла. Асоциира се с тщеславието и знаменитостта.
- Аколмистли (на науатъл: Acolmiztli) – Един от боговете на подземното царство. Друго име Аколнауакатл (Acolnahuacatl).
- Акуекукиотисиуати (на науатъл: Acuecucyoticihuati) – богиня на океана, течащата вода и реките. Ипостас на богинята Чалчиутликуе.
- Амимитл (на науатъл: Amimitl) – бог на езерата и рибарите.
- Атлакамани (на науатъл: Atlacamani) – богиня на бурите, започващи в океана.
- Атлакойя (на науатъл: Atlacoya) – богиня на сушата.
- Атлатонин (на науатъл: Atlatonin) – едно от имената на ацтекската богиня-майка.
- Атлауа (на науатъл: Atlaua) – „Владетел на водите“, могъщ бог на водата. Асоциира се с метателното копие (атлатл) и е бог-покровител на рибарите.
- Атл (на науатъл: Atl) – ацтекски бог на водата.
- Еекатл (Ехекатл) (на науатъл: Ehecatl)
- Иламатекутли (на науатъл: Ilamatecuhtli) – „Старата владетелка“, богиня, свързана с култа към земята и царевицата, един от ипостасите на богинята на земята и раждането Сиуакоатл.
- Итцлаколиуке (Ишкимили-Итцлаколиуке) (на науатъл: Itzlacoliuhque, Ixquimilli-Itzlacoliuhque) – бог на обсидиановия нож, едно от въплъщенията на Тескатлипока
- Ицли, Итцли (на науатъл: Itzli) – бог на каменния нож и жертвоприношенията.
- Ицпапалотл (на науатъл: Itzpapalotl) – „Обсидиановата пеперуда“, богиня на съдбата, свързана с култа към растенията. Първоначално е едно от ловните божества на чичимеките.
- Ишкуина (на науатъл: Ixcuina) – „Поглъщаща (унищожаваща) мръсотията“; богиня на похотта, покровителка на проститутките и неверните съпрузи, един от ипостасите на Тласолтеотл.
- Ищлилтон, Иштлилтон (на науатъл: Ixtlilton) – „Черното личице“, бог на здравето и изцелението, също и на празненствата и игрите.
- Камащли (на науатъл: Camaxtli) – бог на войната, лова и съдбата. Творец на огъня. Един от четирите бога, създали света. Също така е племенен бог на чичимеките.
- Кетцалкоатл, Кецалкоатл (Тлауицкалпантеку(х)тли, Еекатл, Топилцин Се Акатл Кетцалкоатл) (на науатъл: Quetzalcóatl (Tlahuizcalpantecuhtli, Ehecatl, Ce Ácatl Topiltzin Quetzalcóatl))
- Коатликуе (на науатъл: Coatlicue) – „Тя е в дреха от змии“; богиня на земята и огъня, в същото време и на смъртта.
- Койолшауки (на науатъл: Coyolxauhqui) – „Златни камбанки“. Богиня на земята и Луната, владетелка на четиристотинте божества на звездите Уицнауна.
- Кочиметл (на науатъл: Cochimetl) – бог на търговията, покровител на търговците и купувачите.
- Майауел (Майауал, Майоуел) (на науатъл: Mayáhuel (Mayahual, Mayóuel))
- Макуилшочитл (на науатъл: Macuilxochitl) – друго име на бог Шочипили (Xochipilli).
- Малиналшочи (на науатъл: Malinalxochi) – богиня, сестра на Уицилопочтли; вълшебница, властваща над скорпионите, змиите и другите жилещи и хапещи обитатели на пустините.
- Мецтли (на науатъл: Metztli (Metztli, Tecuciztécatl, Tecciztecatl)) – „Луна“, божество на луната, нощта и земеделците, покровител на реколтата.
- Мештли (на науатъл: Mextli) – бог на войната и бурите, често асоцииран с Уицилопочтли, или Мишкоатл.
- Миктлансиуатл (на науатъл: Mictlancihuatl) – съпруга на Миктлантекутли, управляваща заедно с него деветото подземно царство Миктлан.
- Миктлантекутли (Миктлантекухтли, Миктланциуатль (на науатъл: Mictecacíhuatl (Mictlancíhuatl)) – „Владетел на Миктлан“. Владетел на подземното царство Миктлан.
- Мишкоатл (на науатъл: Mixcóatl) – „Облачната змия“ или Истак Мишкоатл „Бялата облачна змия“. Божество на Млечния път, звездите, особено Полярната звезда, чиято песонификация е, и облаците.
- Нанауацин (на науатъл: Nanahuatzin) – ацтекски бог, който в начаото на Петата ера се хвърля в огъня, ставайки Слънце. Вж. също Тонатиу.
- Омакатл (на науатъл: Omacatl)
- Омесиуатл (на науатъл: Omecihuatl)
- Ометекутли (на науатъл: Ometecuhtli)
- Ометеотл (на науатъл: Ometéotl)
- Опочтли (на науатъл: Opochtli)
- Пайнал (на науатъл: Paynal) – „Припряния“; заместник на Уицилопочтли, докато той е в подземното царство.
- Патекатл (на науатъл: Patecatl)
- Сенцон Мимишкоа (на науатъл: Centzon Mimixcoa)
- Сенцон Тоточтин (на науатъл: Centzon Totochtin)
- Сенцон Уицнауа (Сенцонуицнауа, на науатъл: Centzon Huitznáhuac)
- Сипактли (на науатъл: Cipactli)
- Ситлалатонак (на науатъл: Citlalatonac)
- Ситлаликуе (на науатъл: Citlalicue)
- Сиуакоатл (на науатъл: Cihuacoatl) или Сиукоатл (на науатъл: Ciucoatl)
- Тексистекатл (на науатъл: Tecciztecatl)
- Теояомки (на науатъл: Teoyaomqui)
- Тепейолотл (на науатъл: Tepeyollotl)
- Тескатлипока (на науатъл: Tezcatlipoca (Omácatl, Titlacauan))
- Тетеоинан (на науатъл: Teteoinnan), или Тетео Инан – един от ипостасите на богинята-майка Тоси или Тласолтеотл.
- Тлалтекутли (на науатъл: Tlaltecuhtli)
- Тлалок (на науатъл: Tláloc (Nuhualpilli))
- Тласолтеотл (на науатъл: Tlazoltéotl (Tlaelquani, Tlazolteotli; на испански: Devoradora de la Mugre)
- Тлауискалпантекутли (Тлауицкалпантеку(х)тли) (Tlahuizcalpantecuhtli)
- Тлоке Науаке (на науатъл: Tloquenahuaque)
- Тонакасиуатл (на науатъл: Tonacacihuatl)
- Тонакатекутли (на науатъл: Tonacatecuhtli)
- Тонанцин (на науатъл: Tonantzin)
- Тонатиу (на науатъл: Tonatiuh)
- Тоци (на науатъл: Toci)
- Уицилопочтли (на науатъл: Huitzilopochtli (Mextli, Mexitl, Uitzilopochtli))
- Уиштосиуатл (на науатъл: Huixtocihuatl)
- Уеуетеотл (на науатъл: Huehuetéotl (Ueueteotl, Xiuhtecuhtli, Xiutechuhtli))
- Уеуекойотл (на науатъл: Huehuecóyotl (Ueuecoyotl))
- Центеотл (на науатъл: Centéotl, Cinteotl, Centeocihuatl)
- Чалмекатл (на науатъл: Chalmecatl)
- Чалчиутлатонал (на науатъл: Chalchiuhtlatonal)
- Чалчиутотолин (на науатъл: Chalchiuhtotolin)
- Чалчиутликуе (на науатъл: Chalchitlicue)
- Чантико (на науатъл: Chantico)
- Чикомекоатл (Чальчихуатль, Чикомекатль, Ксилонен) (на науатъл: Chicomecóatl)
- Чикомешочтли (на науатъл: Chicomexochtli) бог-покровител на художниците.
- Чиконауи (на науатъл: Chiconahui) – богиня на домашното огнище, пазителка на семейството.
- Чиконауиехекатл (на науатъл: Chiconahuiehecatl)
- Шилонен (на науатъл: Xilonen)
- Шипе Тотек („Нашият одран господар“) (на испански: Xipe Tótec Nuestro Señor Desollado)
- Шиукоатл (на науатъл: Xiuhcoatl)
- Шиутекутли (на науатъл: Xiuhtecuhtli)
- Шокотл (на науатъл: Xócotl)
- Шолотл (на науатъл: Xolotl)
- Шочикецал (на науатъл: Xochiquetzal)
- Шочипили (на науатъл: Xochipilli)
- Якатекутли (на науатъл: Yacatecuhtli)

## Мъдреци и културни герои
- тламатини, тламатиниме
- Несауалкойотл (на науатъл: Nezahualcóyotl)

## Митични места
- Ацтлан (Астлан) на науатъл: Aztlan)
- Миктлан
- Тлалокан